# Ignacio Velázquez
Ignacio Velázquez, vollständiger Name Ignacio Ezequiel Velázquez Oudri, (* 18. Juni 1994 in Juan Lacaze) ist ein uruguayischer Fußballspieler.

## Karriere
Der 1,76 Meter große Mittelfeldakteur Velázquez gehörte von 2007 bis 2015 dem Club Atlético Peñarol an. Mitte September 2015 wechselte er zum Erstligaaufsteiger Plaza Colonia. Dort debütierte er am 6. Februar 2016 in der Primera División, als er von Trainer Eduardo Espinel am 1. Spieltag der Clausura beim 3:1-Auswärtssieg gegen den Club Atlético Rentistas in der 65. Spielminute für Facundo Waller eingewechselt wurde. Insgesamt bestritt er in der Spielzeit 2015/16 zwei Erstligapartien (kein Tor). Während der Saison 2016 kam er viermal (kein Tor) in der Liga und einmal (kein Tor) in der Copa Sudamericana 2016 zum Einsatz.